# ISO 3166-2:AW
ISO 3166-2:AW – kody ISO 3166-2 dla Aruby.
Kody ISO 3166-2 to część standardu ISO 3166 publikowanego przez Międzynarodową Organizację Normalizacyjną. Kody te są przypisywane głównym jednostkom podziału administracyjnego każdego kraju, takim jak np. województwa czy stany, posiadające kod w standardzie ISO 3166-1. 
Aktualnie (2017) dla Aruby nie zdefiniowano kodów dla podjednostek administracyjnych, natomiast Aruba jako autonomiczny kraj (terytorium zależne) wchodzący w skład Królestwa Niderlandów ma dodatkowo kod ISO 3166-2:NL wynikający z podziału terytorialnego tego państwa NL-AW.